# ふじさん
- 山梨県と静岡県に跨る活火山については「富士山」をご覧ください。
- かつてJR東日本と富士急行が運行していた快速「富士山」および富士山麓電気鉄道が運行している特急「フジサン特急」、「富士山ビュー特急」とは異なります。

ふじさん（英: Mt. Fuji）は、小田急電鉄小田原線と東海旅客鉄道（JR東海）御殿場線を直通運転する特急列車（ロマンスカー）である。
本項ではかつて運行されていた小田急線・国鉄線（現在のJR）直通の優等列車の沿革についても記述する。

## 概要
1955年に小田急から日本国有鉄道（国鉄）御殿場線への直通列車として、新宿駅と御殿場駅を結ぶ特別準急2往復の運行が開始されたのが始まりである。1959年には4往復に増発されたが、1968年に行われた御殿場線の電化と同時に、それまで4種類あった愛称を「あさぎり」に統一し、同年10月には列車種別も連絡急行に変更された。1991年3月16日からは特急列車に変更され、小田急とJR東海の相互乗り入れに変更されたが、2012年3月17日からは再び小田急の車両のみによる運行に変更されることになった。2018年3月18日のダイヤ改正より列車名を「ふじさん」に改称し、現在に至る。
本項では、以下必要に応じて、小田急小田原線を「小田急線」、鉄道省・日本国有鉄道など、国が直接関与していた鉄道事業をまとめて「国鉄」、小田急3000形（初代）は「SSE車」、20000形は「RSE車」、60000形は「MSE車」、JR東海371系電車は「371系」と表記する。
片乗り入れという形ではあるが、JR東海に直通運転をしており、関東の大手私鉄の特急列車では唯一JR東海に乗り入れる列車である。

## 運行概況
2022年3月12日現在の運行概況は次の通り。
新宿駅 - 御殿場駅間で3往復運行される。新宿駅 - 御殿場駅間を約1時間30分で結んでいる。
交通系ICカードについては、小田急線内はPASMOエリア、御殿場線内はTOICAエリアであり、両エリアに跨る利用はできないため、本列車を利用した小田急線秦野駅以遠と御殿場線東山北駅以遠の相互間でのICカード乗車はできない。ただし、エリア内完結での乗車（新宿駅 - 松田駅、松田駅 - 御殿場駅）の際はICカードを利用できる。
大半の列車が、終点の御殿場駅で沼津駅発着の普通列車に接続する。

### 停車駅
新宿駅 - 新百合ヶ丘駅 - 相模大野駅 - 本厚木駅 - 秦野駅 - 松田駅 - （駿河小山駅） - 御殿場駅
- 駿河小山駅は1・3・6号のみ停車。

### 使用車両・編成
「あさぎり」時代の2012年3月17日以降、小田急電鉄所属の60000形（MSE車）6両編成が使用されている。全車普通車指定席である。RSE車と371系ではグリーン車（小田急線内は「スーパーシート」と呼称）や普通車自由席（御殿場線沼津駅 - 御殿場駅間のみ1両）が設定されていたが、MSE車への置き換えによりいずれも廃止されている。2022年11月15日以降、小田急線内ホームドア設置計画の進捗に伴い、ホームドアに干渉する4号車の乗降口が閉鎖された。

#### 過去の使用車両
| 小田急3000形SSE車 |  | 小田急20000形RSE車・JR東海371系 |
| 小田急3000形SSE車 |  | 小田急20000形RSE車・JR東海371系 |

- 小田急キハ5000形 - 1955年10月1日から[1]1968年6月30日まで運用[8]。
- 小田急キハ5100形 - 1956年6月10日から[9]1968年6月30日まで運用[8]。
- 小田急3000形（SSE車）- 1968年7月1日から[4]1991年3月15日まで運用[10]。5両連接車で、時には2編成を連結して運用された[11]。
- 小田急20000形（RSE車）- 1991年3月16日から[12]2012年3月16日まで運用[13]。7両編成で、3号車と4号車は2階建て車両[14]。
- JR東海371系 - 1991年3月16日から[15]2012年3月16日まで運用[16]。7両編成で、3・4号車は2階建て車両[17]。

## 車内サービス

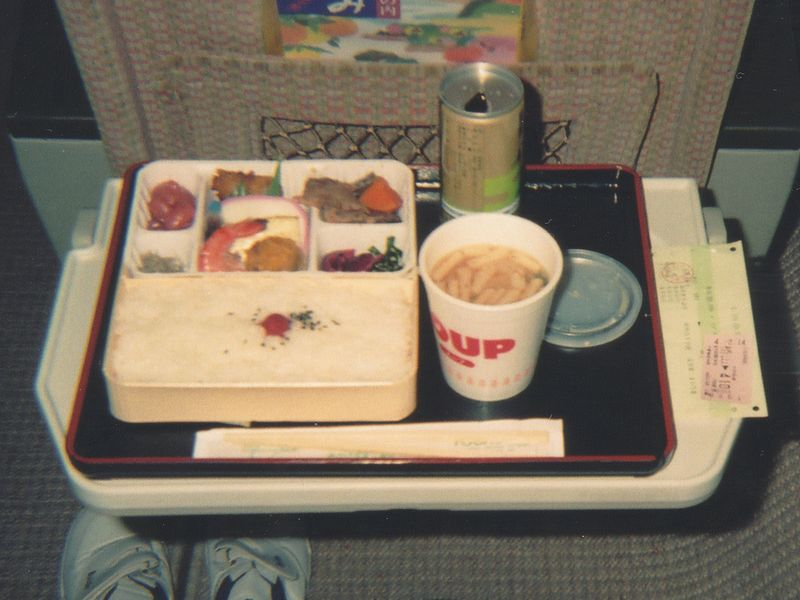
「あさぎり」2号限定のモーニングセット（1991年頃の和風セット）

1955年の運行開始当初は、単行運転であっても車内販売が行なわれており、全区間で小田急サービスビューロー（1957年に小田急商事へ社名変更）の車内販売員が1名か2名乗務していた。
1968年7月1日に直通列車がSSE車による運行に変わってからは、森永エンゼルによって小田急線内の特急ロマンスカーと同様の「走る喫茶室」のシートサービスが行なわれた。
1991年3月16日に相互直通運転の形態に変わってからは、「あさぎり」1・4・5・8号では小田急レストランシステムが、「あさぎり」2・3・6・7号ではジェイダイナー東海が車内販売を担当するようになった。普通車では「走る喫茶室」のようなシートサービスではなく、ワゴンによる車内販売となったが、グリーン車ではシートサービスを行なうため、座席にスチュワーデスコールボタンを設置した。シートサービスのメニューは2社で異なり、特にジェイダイナー東海では、果物は車内でカットして盛り付けを行なっていた。また、「あさぎり」2号のグリーン車に限り、和風・洋風のモーニングセットの販売が行なわれた。小田急レストランシステムは1列車6名、ジェイダイナー東海では1列車5名が乗務していた。
これらの車内販売は、2011年3月11日限りで終了となった。2012年3月17日から運用されるMSE車には、車内に清涼飲料水の自動販売機が設置されている。

## 予約システム
特別準急・連絡急行時代は、座席はすべて小田急が管理していた。特急に格上げされてからもマルスには収容されず、小田急の座席予約システム (SR) に収容され、「あさぎり」停車駅にSR端末を設置することで対処した。
その後、JR東海で特急券を購入する場合はマルス端末の専用メニューから小田急にオンラインで問い合わせ、座席指定を確保するシステムとなった。JR東海以外のJR窓口は小田急とオンライン接続されていないため、まずいったんマルス端末で席なし特急券を発行し、その後に静岡マルス指令に電話して座席の割り当てを受けることになる。また、JRと小田急の連絡運輸から外れる区域では、JR窓口ではJR線区間しか発売できないため、小田急線区間を含めて購入したい場合は、JR乗車券・特急券と小田急ロマンスカー特急券・小田急線乗車券の両方を取り扱う旅行会社でJR線区間（乗車券・席なし特急券をマルスで発券し、手書きの料金専用補充券による指定のみ券を添付するか、席なし特急券に座席番号を記入するかのいずれかで発券）と小田急線区間（乗車券・JR区間と同じ座席を指定した特急券を各旅行会社の船車券として発券）とを分割発券して組み合わせた特急券・乗車券を購入するしかない。この場合、旅行会社によっては手数料がかかる場合がある。
この煩雑さから、JR側は2009年3月14日出発分から、小田急線区間を含む指定券の発券を、JR東海の主要駅、西日本旅客鉄道（JR西日本）京阪神地区のみどりの窓口と、小田急ロマンスカー特急券取扱旅行会社に限定したが、小田急ロマンスカー特急券取扱旅行会社でも契約の都合上、JR線区間まで購入可能な旅行会社および店舗は限られていた上、購入可能であっても小田急とJRの連絡運輸の範囲から外れる地域では前記の通り分割発券となった。
2013年3月からは一部の座席がマルスに収容され、連絡運輸適用外の地域でもJR区間のみの発売が容易になり、連絡運輸範囲内ではマルス端末設置旅行会社でも小田急線区間を含む区間の発券が可能になった。
一方で発売座席数が限定されている上、JR東海ではマルス端末から小田急のシステムにアクセスする機能が廃止されたため、御殿場駅ではMSR端末を別途配置し、小田急様式でJR地紋の指定のみ券を発券している。また2014年3月にJR西日本と小田急電鉄の連絡運輸が廃止され、小田急線を含む区間の同社みどりの窓口での販売を終了した。
小田急ロマンスカーは1時間以上遅延した際に特急料金が全額払い戻されるが、「ふじさん」のみJRに合わせて2時間以上の遅延時に払い戻しとなる。

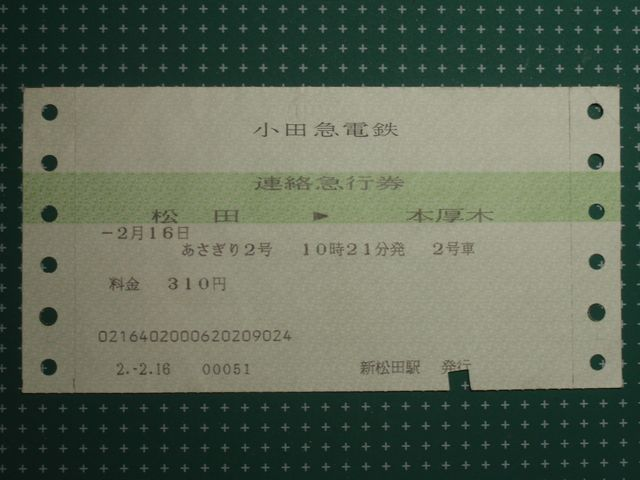
小田急SR端末発行の連絡急行券の例。
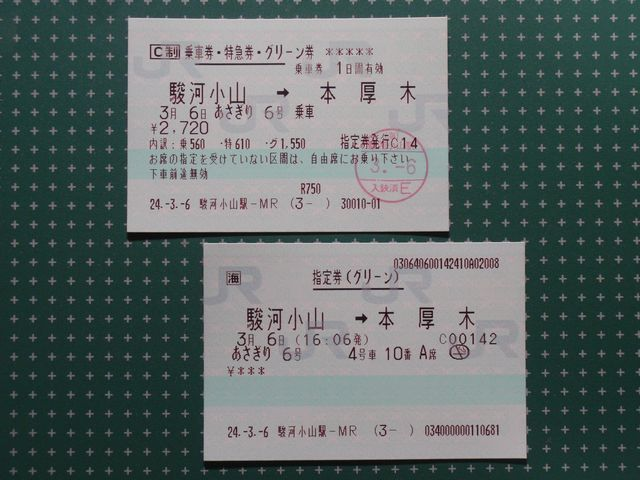
マルス発行の特急券の例。
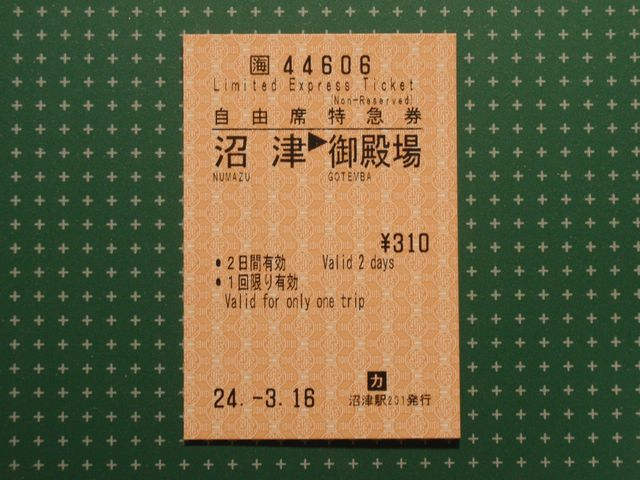
券売機発券の自由席特急券[注釈 5]。
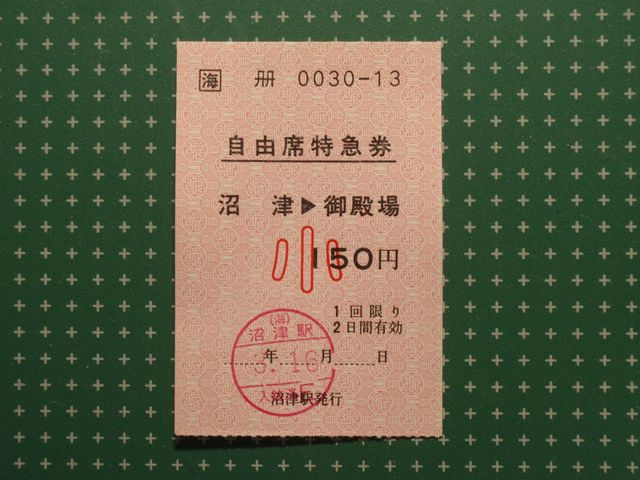
ホームで駅員が発売する自由席特急券[注釈 5]。
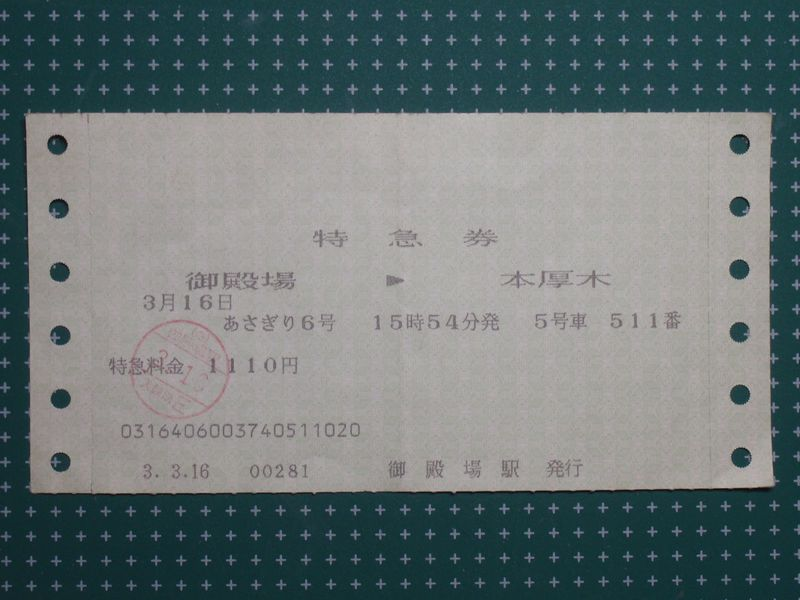
運行開始当初の特急券[注釈 6]。
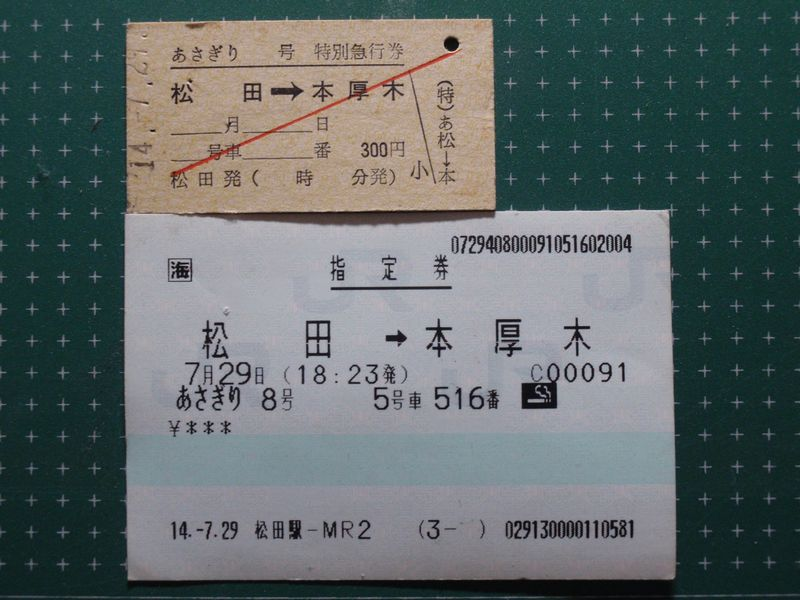
松田駅発行の特急券の例[注釈 7]。
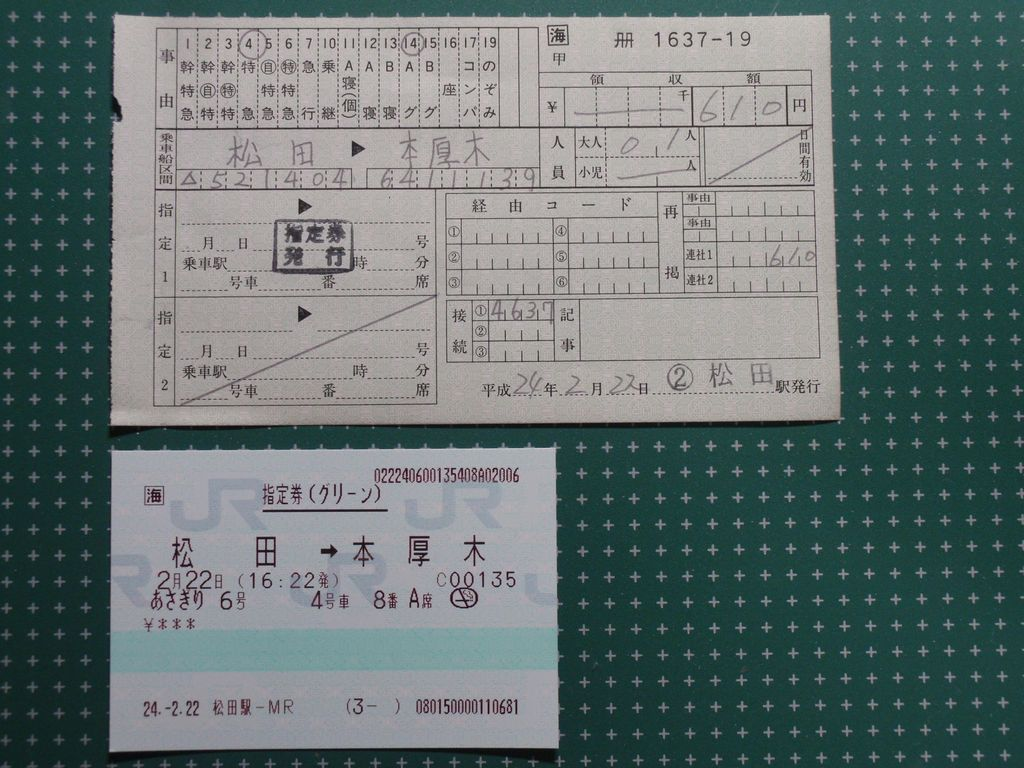
松田駅発行の特急券の例[注釈 8]。
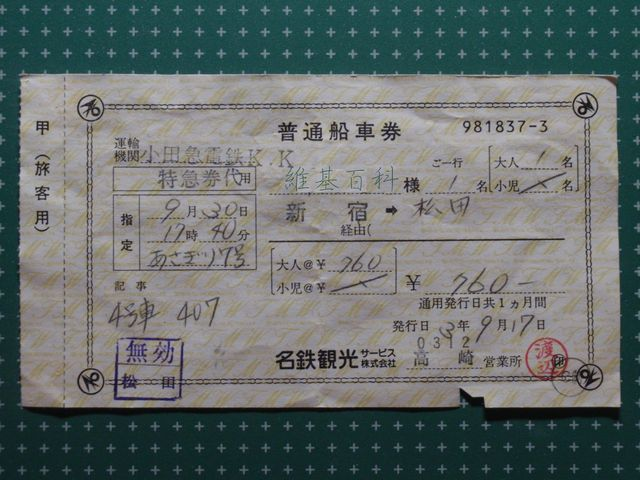
名鉄観光サービス発行の特急券の例。船車券での発券。
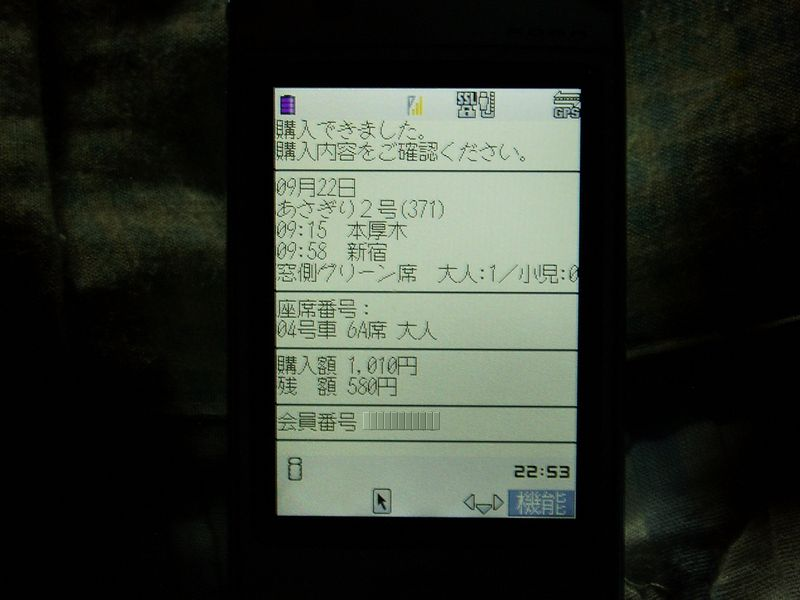
「ロマンスカー@クラブ」で購入した特急券の例。
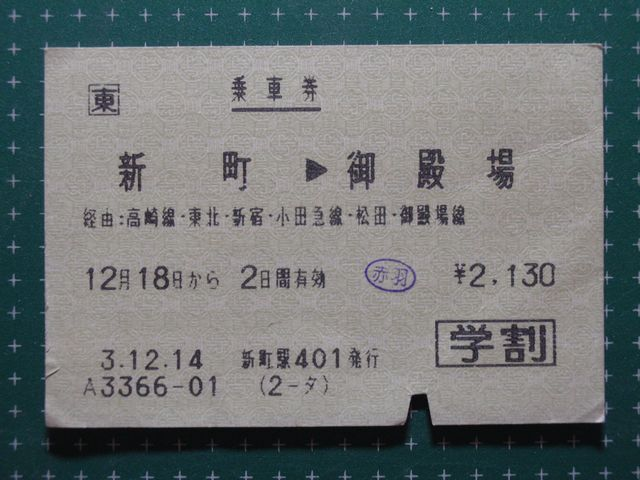
（参考）高崎線新町駅から新宿駅 - 小田急小田原線 - 松田駅を経由して御殿場駅までの通過連絡運輸での乗車券（特急券は含まれていない）の例。

## 歴史

### 前史
小田急線と御殿場線を結ぶという発想は、第二次世界大戦中に国鉄東海道本線（特に根府川駅の近くにある白糸川橋梁など）が爆撃を受けた際に迂回路線として活用するという構想に遡る。この構想は具体的なものとなり、松田駅付近では用地買収と橋脚の建設まで行なわれたが、まもなく終戦となったために実現はしなかった。

終戦後の1946年には、東京急行電鉄（大東急）が策定した「鉄軌道復興3カ年計画」の中に、東急小田原線（当時）と御殿場線を直通させて新宿駅と沼津駅を結ぶ計画が含まれていた。この計画は、御殿場線の電化は運輸省が行い、直通列車の運行を東急が行なうというもので、東海道本線の混雑緩和と同時に富士山麓の観光開発にも対応させるものであった。この案は実際に1947年3月に運輸省へ申請された。しかし、投資額が大きく優先順位が後回しになると考えられたことから、東急による受託経営による電化案、蒸気機関車案、ディーゼル電動車案などが検討されたが、1948年には大東急が解体されてしまった。
その後、大東急から分離独立した小田急の社内でも引き続き御殿場線への直通については検討が続けられていた。1947年9月には、駿豆鉄道が小田原から小涌谷までの路線バスの運行免許申請を行ったのに対し、自社防衛の見地から箱根登山鉄道が反対の立場をとっていたなど、バス路線の免許について争いが生じる事態になっていた（後に箱根山戦争として知られるようになる、西武グループと小田急グループの対立の伏線でもある）。
こうした状況から、小田急ではこれまでの小田原や熱海から箱根への観光ルートだけではなく、御殿場からの観光ルートにも注目していた。また、御殿場から山中湖を経て富士五湖への観光ルートも考えられた。また、当時の御殿場線からの東京方面への直通列車は普通列車のみであったが、沿線自治体からは東京方面への直通急行列車の運行を求める声もあった。
1952年には国鉄に対して御殿場線への直通運転の申請を行った。国鉄との調整を進めると同時に、20m級の全長でディーゼルエンジンを2基搭載した御殿場線に直通するための気動車を実現するため、東急車輛製造とともに開発を進めていた。

### 乗り入れ開始
1955年8月16日に国鉄から直通運転が承認され、同年9月7日には直通に関する契約と協定が締結された。直通列車に使用する気動車であるキハ5000形も同年9月5日に完成し、同年10月1日から1日2往復の直通列車が運行開始となった。小田急線内では特急扱いであるが、御殿場線内では準急列車として運行されることから、列車種別は「特別準急」となった。座席定員制であるが、号車指定制で、座席の指定は行われなかった。この運転のために新松田駅 - 松田駅間に連絡線が設けられた。
運行開始した1955年10月1日改正ダイヤの列車時刻は以下の通りである。途中停車駅は松田駅のみであった。列車番号については、次のダイヤ改正で2700番台に変更された。
特別準急「銀嶺」
905列車 新宿7時30分発→御殿場9時13分着
906列車 御殿場10時35分発→新宿12時20分着

特別準急「芙蓉」
907列車 新宿13時25分発→御殿場15時11分着
908列車 御殿場17時40分発→新宿19時26分着
愛称の「銀嶺」「芙蓉」は、いずれも富士山にちなんだものである。
特筆されるのは、通常の直通運転では事業者の境界駅で乗務員交代するところを、小田急の乗務員のうち国鉄の考査に合格した乗務員（運転士・車掌とも）が御殿場まで車両ごと乗り入れて運行を行なったことである。これは、当時の御殿場線の旅客列車はすべて蒸気機関車牽引の客車列車であり、御殿場線に気動車の乗務員はいなかったため、交代しようがなかったのである（ちなみに御殿場線の普通列車にキハ51形が投入されるのは1957年以降）。通過駅での通票（タブレット）授受は車掌が担当していた。
この直通列車は、季節波動はあったものの好評で、当時は御殿場線唯一の優等列車とあって、自衛隊員や公務員が東京へ昇進異動する際にはよく利用されたが、その一方で座席の狭さには苦情が続出した。次第に輸送力が不足してきたため、車両の増備が行われる一方、谷峨駅に列車交換設備が完成したのを契機として、1959年7月には1日4往復に増発された。増備車では、不評だったシートピッチも改善され、それまでの車両もシートピッチを拡大した。
1959年7月2日改正ダイヤの列車時刻は以下の通りである。
特別準急「銀嶺」
2701列車 新宿7時30分発→御殿場9時12分着
2702列車 御殿場10時43分発→新宿12時23分着

特別準急「朝霧」
2703列車 新宿8時45分発→御殿場10時40分着
2704列車 御殿場12時23分発→新宿14時08分着
特別準急「芙蓉」
2705列車 新宿13時30分発→御殿場15時18分着
2706列車 御殿場18時02分発→新宿19時42分着

特別準急「長尾」
2707列車 新宿14時43分発→御殿場16時35分着
2708列車 御殿場18時28分発→新宿20時08分着
愛称の「朝霧」は、富士山麓の朝霧高原にちなみ、小田急が運営していたキャンプ場の宣伝も兼ねたもので、「長尾」は御殿場から箱根に向かう途中の長尾峠にちなんだものである。なお、この年の5月には九州で準急「あさぎり」の運行が開始されている。
増発後は予約状況に応じて、午前中の列車で御殿場到着後に一部車両を切り離した上で御殿場駅に留置し、夕方の列車に連結する運用をしばしば行っていた。なお、1959年9月19日には当時皇太子であった明仁親王が御殿場市郊外の国立青年の家に向かう際の往路で直通列車を利用している。その後、沿線自治体からの要望により、一部列車の停車駅に山北駅・駿河小山駅が追加された。1964年以降には、乗り入れ区間を沼津駅まで延長するという要望もあったが、国鉄時代には進展をみなかった。

### 御殿場線の電化

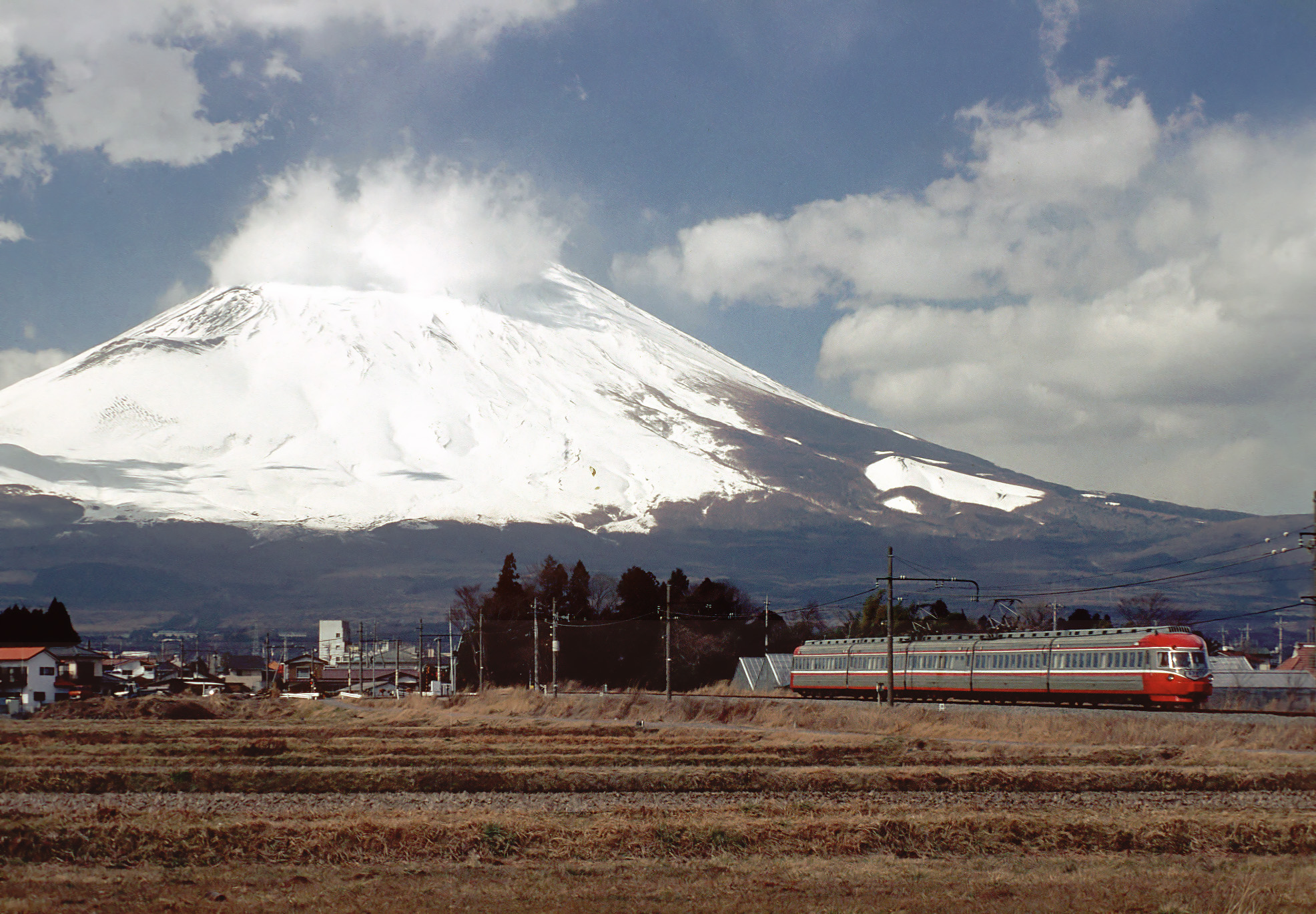
3000形SE車

1968年（昭和43年）には御殿場線の電化に伴い、直通列車を電車に置き換えることになったため、気動車による直通列車の運行は1968年6月30日限りで終了した。同気動車は関東鉄道に譲渡され、キハ5000形は「キハ751形」、キハ5100形は「キハ753形」として、いずれもロングシート・3扉化された（「小田急キハ5000形気動車#譲渡」を参照）。
直通用の電車は、5両連接車に改造した小田急のSE車を充当することとなり、1968年7月1日からSE車による直通運転が開始された。このときから、それまで列車別に設定されていた愛称が4往復とも「あさぎり」に統一された。号車指定制の座席定員制および、小田急乗務員が車両とともに御殿場まで乗り入れる仕組みはそのままであった。
1968年7月1日改正ダイヤの列車時刻は以下の通りである。途中停車駅は松田駅・山北駅・駿河小山駅で、小田急線内は引き続き無停車だった。
特別準急「あさぎり」1号
2711M 新宿7時50分発→御殿場9時38分着
2712M 御殿場11時00分発→新宿12時38分着

特別準急「あさぎり」2号
2713M 新宿9時01分発→御殿場10時59分着
2714M 御殿場12時17分発→新宿13時48分着

特別準急「あさぎり」3号
2715M 新宿13時31分発→御殿場15時17分着
2716M 御殿場17時38分発→新宿19時17分着

特別準急「あさぎり」4号
2717M 新宿14時31分発→御殿場16時20分着
2718M 御殿場19時03分発→新宿20時30分着
ヨンサントオと呼ばれる1968年10月1日のダイヤ改正では、準急という列車種別は急行に統合される形で廃止となったため、「あさぎり」も急行列車として運行されることになり、小田急線内では「連絡急行」という新しい種別となった。少し遡る1966年3月には九州を走る準急「あさぎり」が急行に格上げされており、同名の国鉄定期列車が異なる地区で運行する状態になっていた。
電車化により列車定員は気動車で運行していたときと比較して一挙に3倍に増加したものの、乗客数がそれに追いつかず乗車率が低い状態となっていた。このため、1971年10月1日からは、小田急線内の停車駅に新原町田駅が追加された。この当時すでに小田急線内では定期乗車券による特急乗車も認められていたが、「あさぎり」については定期乗車券での利用はできなかった。
ゴーサントオと呼ばれる1978年（昭和53年）10月2日のダイヤ改正では、列車愛称番号の方式変更に伴い、下り列車の号数は奇数に、上り列車の号数は偶数に変更された。
1981年7月13日改正ダイヤの列車時刻は以下の通りである。
- 下り
連絡急行「あさぎり」1号2711M 新宿7時45分発→御殿場9時28分着
連絡急行「あさぎり」3号2713M 新宿9時40分発→御殿場11時18分着
連絡急行「あさぎり」5号2715M 新宿13時11分発→御殿場15時01分着
連絡急行「あさぎり」7号2717M 新宿15時11分発→御殿場16時45分着

- 上り
連絡急行「あさぎり」2号2712M 御殿場10時13分発→新宿12時02分着
連絡急行「あさぎり」4号2714M 御殿場11時52分発→新宿13時32分着
連絡急行「あさぎり」6号2716M 御殿場17時51分発→新宿19時34分着
連絡急行「あさぎり」8号2718M 御殿場19時04分発→新宿20時42分着

1984年（昭和59年）2月1日からは、全列車の停車駅に本厚木駅が追加されたほか、「あさぎり」1・6号に限り谷峨駅にも停車するようになった。多少のダイヤの変更はあったものの、「あさぎり」は基本的にはほぼ同様のダイヤパターンで運行された。夏季多客時や団体利用時には、SSE車を2編成連結した「重連」での運行もあった。
「あさぎり」に使用していたSSE車は耐用年数を10年として設計された車両で、1987年で車齢30年となるなど老朽化が進んでいたため、新型車両に置き換える案もあった。しかし、当時の国鉄側の現場の反応などを考慮して、仕方なく車体修理を行った上で継続使用していた。

### 相互直通運転へ
国鉄分割民営化後の1988年7月、小田急はJR東海に対して、車齢30年を超えたSSE車の置き換えを申し入れた。折りしも御殿場線では1989年に富士岡駅と岩波駅に行き違い施設が新設されたこと、また御殿場線沿線から運転区間延長の要望が強くなっていたことから、小田急とJR東海の間で相互直通運転に関する協議が進められ、1989年8月8日には、2社がそれぞれ新形車両のRSE車・371系を導入した上で相互直通運転に変更、特急に格上げした上で運行区間も新宿駅 - 沼津駅間に延長するという、基本的なプランについて2社間で合意した。この運行区間延長により、中伊豆・西伊豆への新たな観光ルートが設定されることも期待された。
こうして、SSE車による連絡急行「あさぎり」の運行は1991年3月15日限りで終了し、1991年3月16日からは特急「あさぎり」として相互直通運転が開始された。このときから、小田急とJR東海の乗務員が松田駅で交代し、それぞれの自社区間のみを乗務する運行形態に改められた。

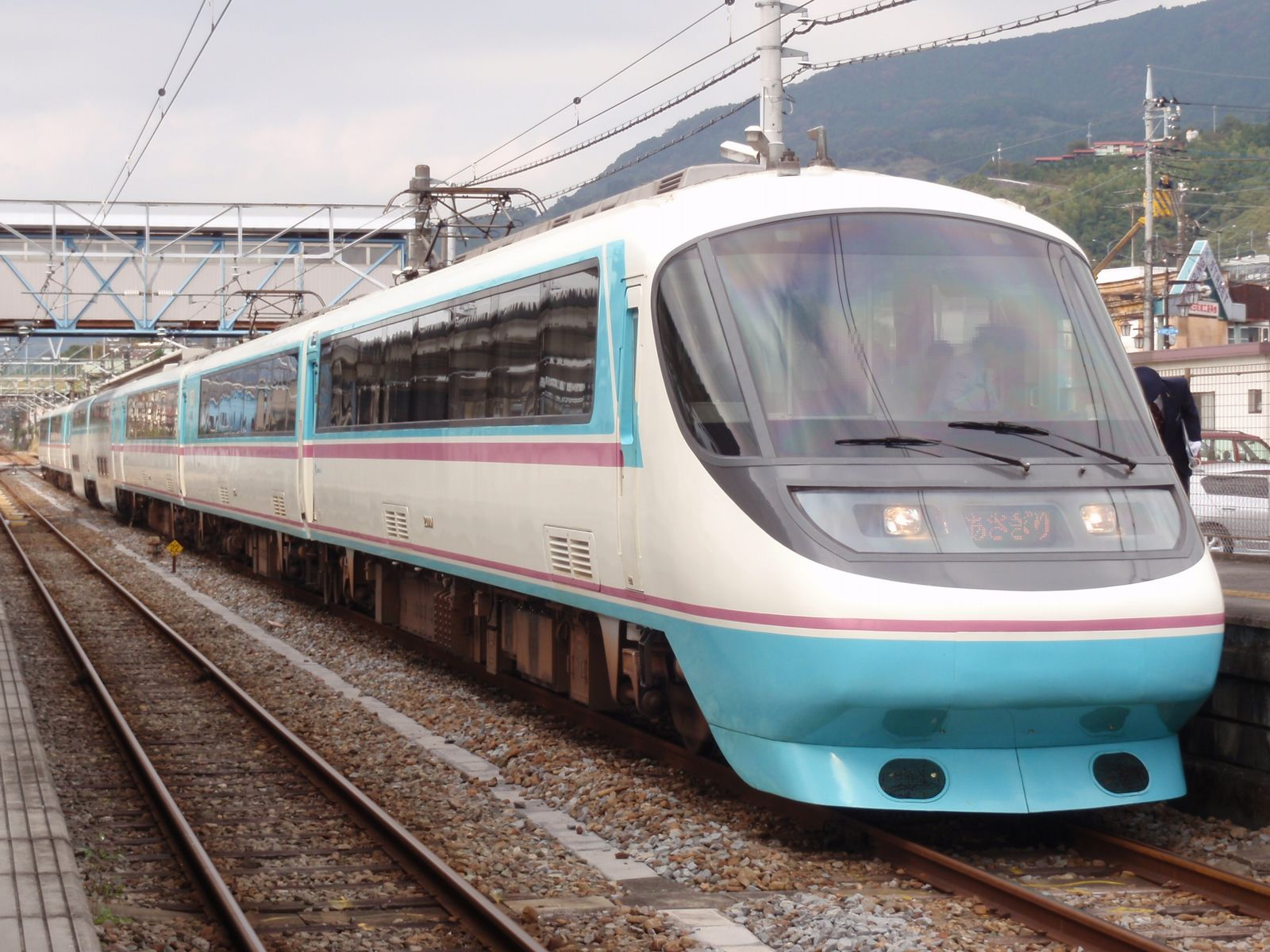
小田急20000形RSE
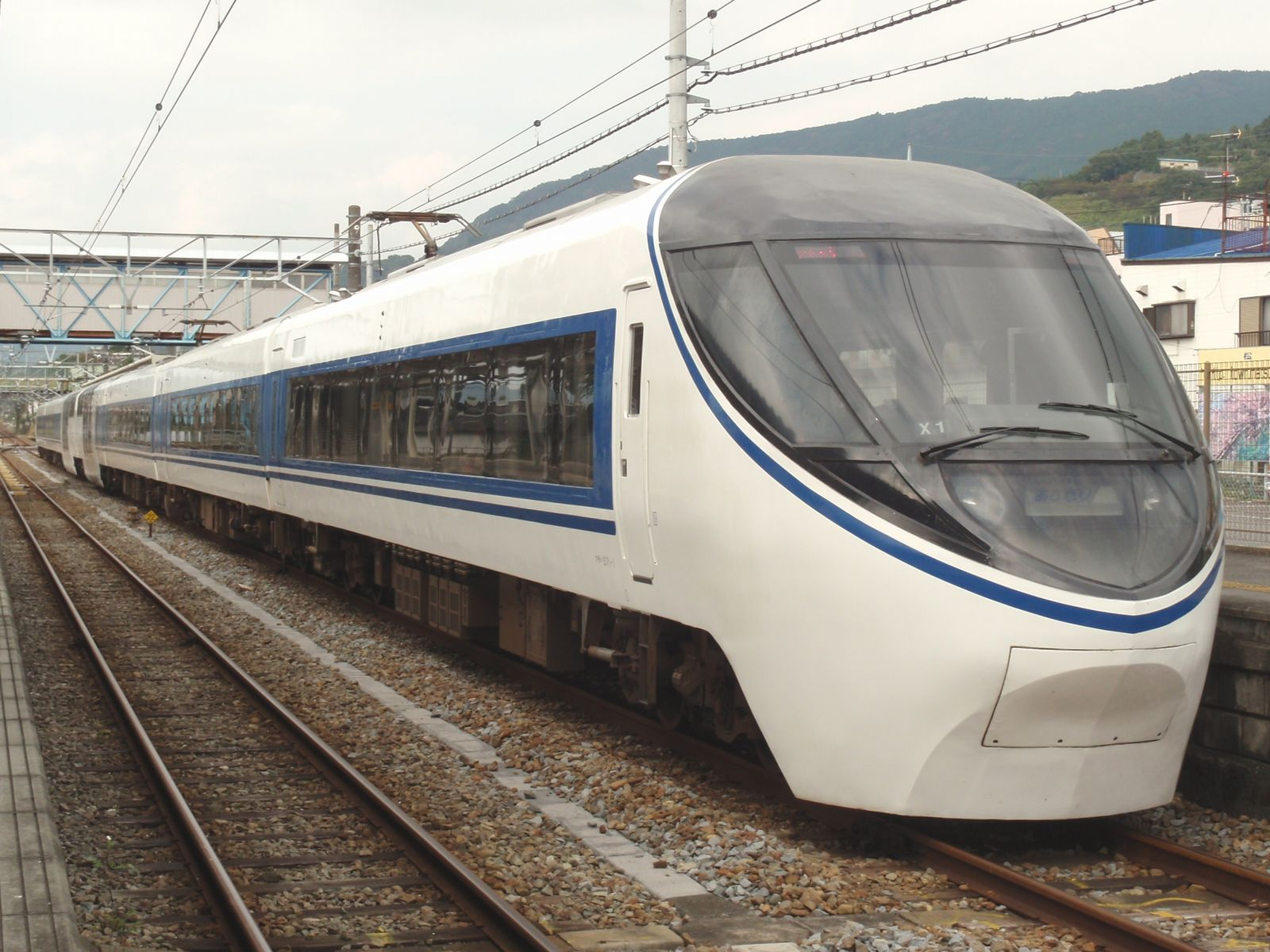
JR東海371系

1992年3月28日改正ダイヤの列車時刻は以下の通りである。途中停車駅は、町田駅・本厚木駅・松田駅・駿河小山駅（1・3・6・8号のみ）・御殿場駅・裾野駅である。
- 下り
特急「あさぎり1号」0401M→1M 新宿7時45分発→沼津9時28分着
特急「あさぎり3号」0403M→3M 新宿10時15分発→沼津12時16分着
特急「あさぎり5号」0405M→5M 新宿13時40分発→沼津15時48分着
特急「あさぎり7号」0407M→7M 新宿17時40分発→沼津19時39分着

- 上り
特急「あさぎり2号」2M→0402M 沼津8時00分発→新宿9時59分着
特急「あさぎり4号」4M→0404M 沼津10時30分発→新宿12時33分着
特急「あさぎり6号」6M→0406M 沼津15時29分発→新宿17時26分着
特急「あさぎり8号」8M→0408M 沼津17時40分発→新宿19時39分着

車両故障などの異常時は、小田急線内のみを小田急車で運行し、御殿場線内を運休することがあった。

#### 二次交通の整備
特急への格上げとともに、路線バスによる二次交通の充実も図られた。
伊豆箱根鉄道では接続して伊豆長岡へ直通する急行バス「あやめ号」を運行開始（1991年3月16日運行開始、沼津 - 伊豆長岡間）、伊豆箱根鉄道と箱根登山鉄道では「あさぎり」に接続する沼津港への連絡バスを運行した。
| 「スーパーロマンス号」左側面はRSE車と同じカラーリング |  | 「スーパーロマンス号」右側面は371系と同じカラーリング |
| 「スーパーロマンス号」左側面はRSE車と同じカラーリング |  | 「スーパーロマンス号」右側面は371系と同じカラーリング |

東海自動車では「あさぎり」に接続して中伊豆・西伊豆方面へ直通する特急バス「スーパーロマンス号」の運行を開始したが、この特急バスのために導入された車両は片側をRSE車、もう片側を371系と同じ塗装デザインにした車両であった。
開業後1週間の実績では前年と比較して利用者数は2.5倍となり、当時のバブル景気を背景に、御殿場線沿線に点在するゴルフ場への旅客で満席になることも多かった。東海道本線静岡駅発着の延長運転を求める声も出ていたが、JR東海では「新宿駅と静岡駅では3時間程度の所要時間となり、東海道新幹線との時間差が大きすぎる」として考えられていなかった。

#### 景気低迷に伴う利用者層の変化
しかしその後、バブル崩壊による景気低迷とともに駿東地域でのリゾート開発は頓挫し、ゴルフ場への旅客の減少やマイカーへの移行がみられた。
また、西伊豆（静岡県道17号沿線）への観光ルートとして周知される前に、観光地としての西伊豆自体の知名度が高くならなかった。この要因として、東伊豆・中伊豆と異なり西伊豆には鉄道路線が通じておらず、道路交通を含めても高速で移動できる手段に恵まれない状況もあるとされる。沼津から松崎への航路は廃止され、「あさぎり」に接続して西伊豆方面へ直通する特急バスも削減された。
このような状況下、2010年頃の主な利用者層は御殿場プレミアム・アウトレットへ向かう利用者とみられている。
運行開始から2003年までは、JR線を走る特急であるにもかかわらず、座席番号は小田急のシステムにあわせた連番方式であったが、2003年4月6日からはほかのJRの運行する特急と同様の方式（例：1A、1B・・・10C、10D）に変更された。

### 再び片乗り入れへ
2012年3月17日改正をもって、RSE車と371系は運用から離脱すると発表、全列車がMSE車により運行されることになった。これと同時に運行区間は新宿 - 御殿場間に短縮された。この結果、乗り入れ形態や運転区間は特別準急→連絡急行時代と同様の御殿場発着・片乗り入れに戻ることとなった。
さらに、停車駅と運行時間帯も変更された。毎日運行の列車は3往復に減便され、土休日に臨時便1往復が設定された（これは御殿場線が終日共通ダイヤであるのに対し、小田急線は平日と土休日が別のダイヤであるため。そのため小田急線内のみ事実上は土休日ダイヤ定期列車扱いとなる）。
2022年3月12日のダイヤ改正では土休日の臨時便が廃止された。

### 年表
- 1955年（昭和30年）10月1日：小田急電鉄が箱根・富士方面への観光輸送を主目的として[30]、小田急新宿駅 - 御殿場線御殿場駅間に気動車準急列車「銀嶺」（ぎんれい）・「芙蓉」（ふよう）を1日各1往復ずつ運行開始[1]。
  - このために小田急小田原線新松田駅 - 御殿場線松田駅間に連絡線を設けた[72]。なお、小田急側の本線との分岐点は渋沢駅 - 新松田駅間の新松田寄りに設置した。
  - 気動車であったのは、御殿場線が当時は電化されていないため。通常は1両、連休期間中などは2両で運行された[42]。運行当時より小田急電鉄が国鉄に片乗り入れしていた。小田急側では「特別準急」という種別で特急列車並みに扱い、（小田急）新宿駅 - （国鉄）松田駅間には途中停車駅を設けなかった。当時御殿場線には気動車運転士がおらず[1]、小田急の乗務員が全区間通しで乗務していた[2]。
- 1959年（昭和34年）
  - 7月2日：特別準急「朝霧」（あさぎり）・「長尾」（ながお）の運行開始。1日4往復の運転となる[46]。
  - 9月19日：御殿場線直通特別準急行列車に、当時の皇太子明仁親王（後の明仁上皇）が乗車[4]。
- 1968年（昭和43年）
  - 7月1日：御殿場線電化により、SSE車を導入[4]。同時に「あさぎり」に名称統一[3]。この時、同名の急行列車が九州の天ヶ瀬駅 - 門司港駅間でも運転されており、国鉄線内で同名の異なる系統の列車が運転されていた[49]。
  - 10月1日：ヨンサントオのダイヤ改正で「準急」の種別が国鉄で廃止されたことから、国鉄線内は急行列車化[4]。小田急側は「連絡急行」と種別名称を変更するが特急列車並みの扱いは変更なし。
- 1971年（昭和46年）10月1日：新原町田駅（現在の町田駅）を停車駅に追加[4]。
- 1984年（昭和59年）2月1日：本厚木駅と谷峨駅にも停車するようになる[54]。ただし、谷峨駅については下りは1号、上りは6号のみの停車となる[55]。
- 1991年（平成3年）3月16日：小田急が保有するSSE車が経年による車両交代時期を迎え、JR東海と小田急電鉄が両社で新規に車両を製作し特別急行列車として相互直通運転する形態となる。これに伴い以下のように変更する。
  1. 運転区間を新宿駅 - 沼津駅間に変更。
  2. 途中停車駅の変更：町田駅・本厚木駅・松田駅・駿河小山駅（1・3・6・8号のみ）・御殿場駅・裾野駅
  3. 座席定員制（号車指定）の「連絡急行券」から座席指定制の特別急行券に変更。
  4. 全区間小田急の乗務員が乗務するのを取りやめ、松田駅で交代しそれぞれ自社線内を乗務するようになる[62]。
- 2007年（平成19年）3月18日：全車両禁煙になる。
- 2011年（平成23年）
  - 3月11日：この日をもって車内販売終了[25]。東北地方太平洋沖地震（東日本大震災）および東京電力・福島第一原子力発電所などの各種発電所停止による電力不足の影響により、全列車運休。
  - 4月16日：1・2・3・8号の2往復を運行再開[73]。
  - 4月29日：全列車が運転再開[74][75]。
- 2012年（平成24年）3月17日：ダイヤ改正により、次のように変更[13][16]。
  1. 運転区間を新宿駅 - 御殿場駅間に見直し、使用車両も371系・RSE車からMSE車に変更。
  2. 運行本数も平日は3往復、土日祝日は臨時列車1往復を含め4往復に変更される。
  3. 小田急線内の途中停車駅変更：新百合ヶ丘駅・相模大野駅・本厚木・秦野駅[76]。（太字は新規停車駅。町田は通過となる。）
  4. 土休日運転の11・12号は「えのしま」と新宿駅 - 相模大野駅間で併結運転[77]。
- 2018年（平成30年）
  - 3月17日：ダイヤ改正により列車名を「ふじさん」に改称[78][79]。11・12号は単独運転になり、新たに土休日のみ31・32号が不定期便として増便される。
  - 12月2日：小田急60000形「MSE」就役10周年記念として団体臨時列車として「メトロあさぎり」が綾瀬発御殿場行き（東京メトロ千代田線・小田急小田原線・御殿場線経由）で運行された。改称以降では「あさぎり」の愛称が1日復活しており、千代田線の駅からの御殿場線と静岡県方面乗り入れはこれが初めてとなる[80][81]。
- 2023年（令和5年）4月1日 - JRの料金制度改定に伴い御殿場線区間の特急料金が通年同額化（閑散期・繁忙期の設定から当特急が除外）[82][83]。

### メトロあさぎり
小田急ロマンスカー・ MSE就役10周年を記念したツアー、ありがとう10周年 小田急ロマンスカー「メトロあさぎり号MSE（60000形）」の旅として、2018年12月2日（日）限定で運行された。
当該ツアーでは、同年3月16日まで使用していた列車愛称名「あさぎり号」を一日限定で復活し、臨時特急ロマンスカー「メトロあさぎり号」として運行した。東京メトロ千代田線綾瀬駅を発車し、小田急線を経由して、JR東海御殿場線御殿場駅までの3線を直通運転した。通常、 特急ロマンスカーが停車しない綾瀬駅を出発し、東京メトロ千代田線から直通運転を行っていない御殿場駅まで結ぶ、当該ツアーだけの特別運行であった。ロマンスカーが千代田線から小田急線を介して御殿場線へ直通運転を行ったのは、ロマンスカーの歴史としても初めてであった。
2018年12月2日に綾瀬駅12:03発・御殿場駅14:18着、途中の駅には停車しないノンストップで運行された。小田急60000形電車（MSE車）が使用された。
小田急トラベルが担当する、小田急旅の予約センター及びインターネット予約にて申し込みや問い合わせが可能であった。